# Markdorf
Markdorf er en by i Bodenseekreis i den tyske delstat Baden-Württemberg, med 14.031 indbyggere (2018-12-31). Byen ligger omkring seks kilometer nord for Bodensee ved foden af det 754 meter høje Gehrenberg.
Nabobyer er  Friedrichshafen mod sydøst, Meersburg i sydvest og Ravensburg mod nordøst.

## Geografi

### Inddeling
Markdorf består ud over hovedbyen af landsbyerne Ittendorf og  Riedheim med egne landsbyråd.
- Til selve Markdorf hører landsbyerne og bebyggelserne Bergheim, Fitzenweiler, Gehrenberg, Möggenweiler og Wangen
- Til Ittendorf hører bebyggelserne Bürgberg, Reute og Wirrensegel
- Til Riedheim hører landsbyerne og bebyggelserne Gangenweiler, Hepbach, Leimbach, Riedheim og Stadel.

### Naturbeskyttelse
I kommunen er der to  natur- og landskabsresrvater (Hepbacher-Leimbacher Ried og Markdorfer Eisweiher), et beskyttet skovområde (Shonwald, Gehrenberg) og et naturmindesmærke (pr. 30. maj 2009).